# Central Europe
 (janvier 2017).
Si vous disposez d'ouvrages ou d'articles de référence ou si vous connaissez des sites web de qualité traitant du thème abordé ici, merci de compléter l'article en donnant les références utiles à sa vérifiabilité et en les liant à la section « Notes et références ».
Central Europe (Europe centrale en français) est un roman de William T.  Vollmann paru en 2005 aux États-Unis lauréat du National Book Award (plus haute distinction littéraire américaine) la même année. Il est traduit en français par l'écrivain Christophe Claro et parait chez Actes Sud en 2007. 
Ce roman est composé de nombreux récits de longueurs variables mettant en scène divers personnages, célèbres ou non, ayant pour point commun d'avoir vécu en Union soviétique ou en Allemagne nazie et s'étale sur la période 1914-1975. Ils sont classés dans un ordre chronologique non strict et vont quelquefois par paire souvent lorsqu'un parallélisme est établi entre deux personnages. Si les personnages sont multiples, on peut toutefois dégager un personnage central : le compositeur russe Dmitri Chostakovitch. 

## Aspects généraux

### Structure
Ce roman est en ensemble de nombreux récits divisés en deux sections. La première, « Vu d'un fort roumain en ruines », ne comprend qu'un court récit et tous les autres sont regroupés dans la deuxième section « Mouvements en tenailles ». Ces récits débutent tous par un épigraphe de natures diverses : citations de personnages célèbres présents dans le roman, citations de textes fondateurs comme le Nibelungen, autres citations, proverbes… Même si les récits sont ordonnés de manière non linéaire (quoique l'on assiste à une progression notamment lorsqu'il s'agit d'histoires mettant en scène des personnages récurrents comme Dmitri Chostakovitch) la chronologie est précise puisqu'une date en année ou en intervalle d'années est donnée pour chaque récit dans la table des matières ainsi qu'une indication de lieu (Allemagne — de l'Est ou de l'Ouest pour les récits postérieurs à 1945 — et, ou Union soviétique). 

### Sources
Ce roman est issu d'un long travail documentaire mené par Vollmann lui-même avec le soutien précieux d'amis et de connaissances, ainsi il a résidé à l'Académie américaine de Berlin où aidé par des traducteurs il a pu lire des documents écrits en langue allemande. Ces études sont exposées directement  au lecteur. En effet, à la fin du livre, est présente une liste de source par page. Cette liste est assez rigoureuse puisqu'on y trouve les références de tous les épigraphes, œuvres citées, faits… Ainsi lorsqu'un proverbe est cité on y trouve comment l'auteur en a pris connaissance. Par exemple il est écrit qu'un proverbe russe, qui est l'épigraphe d'un récit, a été appris à l'auteur par une prostituée.

### Fiction?
Même si ce roman est extrêmement documenté, il reste quand même une fiction, les pensées des personnages ont été inventées par l'auteur d'après les personnalités qu'il leur attribue (qui sont cela dit les fruits d'analyses de l'auteur fondées sur ses études documentaires). Certains éléments de l'action sont aussi du ressort de l'auteur, ainsi il raconte que Chostakovitch aurait été inclus dans un triangle amoureux avec le réalisateur Roman Karmen et Elena Konstantinovskaïa inventant que celle-ci avait les cheveux noirs (faux : elle était blonde) et qu'elle était bisexuelle (peu probable) et ce en connaissance de cause. Il ne faut donc pas prendre tout ce qui est dit dans le roman comme des faits historiques mais plutôt comme une analyse personnelle de l'auteur sur l'histoire et sur ses personnages.

## Personnages

### Importance
Ce roman n'est pas une narration des faits de l'histoire de l'Europe et de la Seconde Guerre mondiale mais plutôt une observation de ces faits à travers les destins de personnages ayant fait et subi cette histoire. Une place importante est donc donnée à l'introspection dans les pensées de ces personnages et dans leur vie privée en dehors des grands événements historiques. Par exemple, la bataille de Stalingrad n'est pas racontée directement mais par l'intermédiaire d'un récit sur Paulus faisant une grande place à ses rapports avec sa femme et ses enfants dont l'action se termine quelques années après la bataille.

### Liste non exhaustive

#### Russie
- Dmitri Chostakovitch : Compositeur russe. Il est indiscutablement le personnage principal du roman. Tout au long de l'œuvre l'auteur décrit la genèse de ses compositions, sa passion pour Elena Konstantinovskaïa ainsi que ses difficultés avec le pouvoir soviétique.
- Elena Konstantinoskaïa : Maîtresse de Chostakovitch et femme de Roman Karmen.
- Roman Karmen : Réalisateur russe et rival de Chostakovitch.
- Nina Varzar : Première femme de Chostakovitch.
- Andreï Vlassov : général soviétique s'étant rallié à Adolf Hitler et fondateur de l'armée Vlassov.

#### Allemagne
- Le somnambule Adolf Hitler.
- Friedrich Paulus : Général allemand ayant commandé la Sixième armée allemande à Stalingrad, nommé maréchal par Hitler la veille de la défaite.
- Käthe Kollwitz : Sculptrice, graveuse et dessinatrice.

## Réception francophone
- « Avec Central Europe, on a changé de continent et on est aux prises avec une énorme machine littéraire, réflexion sur l’Histoire, l’art et la politique, la littérature et le mal. Vollmann entremêle une trentaine de récits, pour explorer ce qui s’est joué en Europe entre la Russie et l’Allemagne, entre stalinisme et nazisme, du début du XXe siècle à la fin de la guerre froide »[1]